# Tsubame
 (août 2016).
Si vous disposez d'ouvrages ou d'articles de référence ou si vous connaissez des sites web de qualité traitant du thème abordé ici, merci de compléter l'article en donnant les références utiles à sa vérifiabilité et en les liant à la section « Notes et références ».
Pour les articles homonymes, voir Tsubame (homonymie).
Tsubame (燕市, Tsubame-shi) est une municipalité ayant le statut de ville dans la préfecture de Niigata, au Japon. 
Tsubame est connue sous le nom de « cité des artisans ».

## Géographie

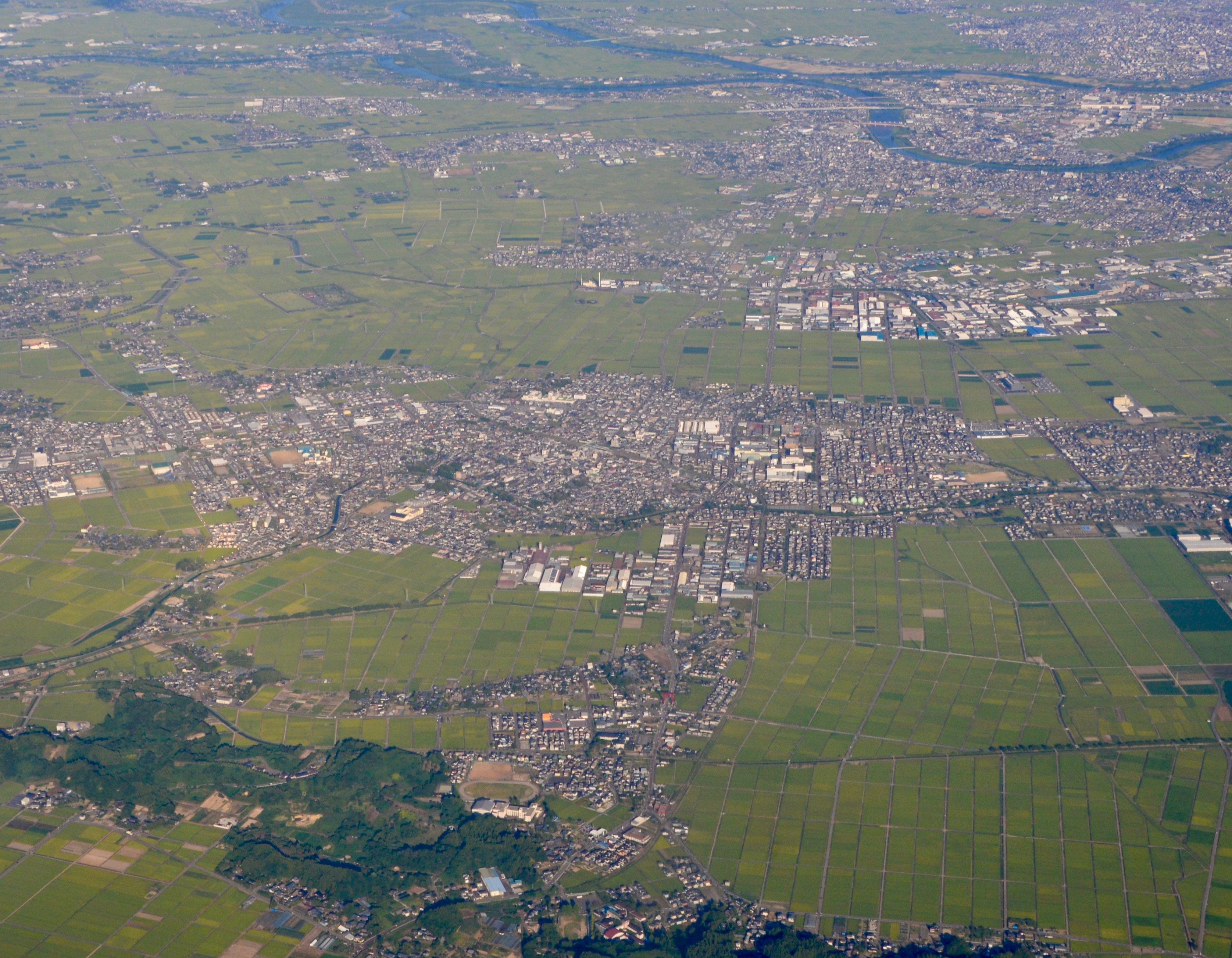
Vue aérienne de Tsubame.

### Situation
Tsubame est située dans la partie centrale du département de Niigata, dans la région dite de Kaetsu.

### Démographie
En février 2022, la population de Tsubame était estimée à 77 939 habitants répartis sur une superficie de 110,96 km2.

### Hydrographie
Ville de plaine, Tsubame est traversée par plusieurs cours d'eau dont le fleuve Shinano, les rivières Nakanokuchi, Oodori et Nishi ainsi que les eaux du canal Taigatsu.

## Toponymie
L'idéogramme actuel utilisé pour désigner Tsubame est celui de l'hirondelle (tsubame) puisque les hirondelles sont assez nombreuses à trouver refuge dans cet endroit. Mais il semble que l'ancienne graphie ait été composée de trois idéogrammes, tsu signifiant port, ha-ba la vague et me- l'œil au sens de centre — comme on dirait l'œil du cyclone —, prouvant ainsi que la commune a été de longue date un port réputé au confluent de plusieurs cours d'eau.

## Histoire
La ville a reçu ce statut dans les années 1950. La première municipalité de Tsubame a été fondée en 1954 par la fusion de quatre communes avoisinantes.

### Chronologie

#### Période Asuka (VIe–VIIesiècles)
- Fondation du sanctuaire shinto de Yahiko.
- 709 : fondation du temple de Kokujō (secte Shingen).

#### Période Nara
- 733 : fondation du temple de Saijō-ji.

#### Période Heian
- 955 : fondation du temple Ryōgen par l'empereur Murakami (926-967).
- 1100 : fondation du Hachimangû Otachi.

#### Période Kamakura
- 1196 : Saigyō Hōshi (1118-1190) fait un pèlerinage au Kokujō-ji.
- 1223 : fondation du temple de Kinzan.

#### Période Momoyama
- 1587 : Naoe Kanetsugu (1560-1619) du clan Uesugi fait creuser une dérivation sur la rivière Taigatsu.
- 1600 : près de 150 hommes travaillent à la construction du bourg d'Oda.

#### Période Edo
- 1603 : mention du bourg de Tsubame situé du côté de Naoe.
- 1614 : fondation du bourg de Kawai.
- 1620 : fondation du bourg de Koseki.
- 1631 : fondation du bourg de Takaki.
- 1634 : la réunion des 16 bourgs procure environ 6 300 koku de riz.
- 1647 : fondation du bourg de Niitsu.
- 1650 : fondation des bourgs de Yamasaki, Hirano, Nakayama, Ogino, Nitta.
- 1681 : découverte d'une mine de cuivre. Permission est demandée au bakufu de construire une dérivation sur la Taigatsu.
- 1735 : début de la fabrication de papier d'émeri.
- 1771 : artisanat du cuivre se développe à Tsubame.
- 1780 : débuts de la fabrication de pipes à Tsubame.
- 1804 : le moine et ermite Ryōkan (1758-1831) s'installe à Gogōan.
- 1816 : Gyokusendō instaure sa fabrique de produits manufacturés en cuivre.
- 1828 : grand tremblement de terre de Sanjō. La plupart des habitations de Tsubame sont détruites.
- 1840 : grand incendie de Tsubame.

#### Période Meiji
- 1868 : grande inondation ; les alentours de Tsubame, restent plus d'un mois inondés par les eaux du fleuve Shinano.
- 1870 : début des travaux pour la dérivation fluviale demandée en 1681.
- 1874 : les villes de Niigata, Tsubame et Sanjō sont reliées à Nagaoka par une ligne de bateaux à vapeur.
- 1875 : arrêt des travaux de dérivation.
- 1880 : grands incendies de Niigata et Sanjō.
- 1889 : politique de regroupement territorial : deux communes et 77 bourgs sont désormais rassemblés sous le nom de Nishi-Kanbara.
- 1909 : reprise des travaux de dérivation fluviale.

#### Période Taishô
- 1913 : ouverture de la ligne de chemin de fer vers Kashiwazaki.
- 1916 : ouverture de la ligne vers Yahiko.
- 1922 : clôture des travaux de dérivation fluviale.

#### Période Shôwa
- 1929 : ouverture de la ligne de chemin de fer reliant Yahiko à Nagazawa.
- 1931 : grand incendie d'Ono.
- 1933 : ouverture de la ligne de chemin de fer reliant Niigata à Tsubame.
- 1954 : Tsubame est élevé au statut de ville.
- 1958 : début de la campagne de poldérisation.
- 1961 : un typhon provoque des inondations de grande envergure.
- 1964 : séisme de Niigata.
- 1967 : ouverture de la route nationale 116.
- 1972 : inauguration de la dérivation fluviale de Sekiya.
- 1978 : inauguration de l'autoroute Hokuriku.
- 1982 : ouverture de la gare de Tsubame-Sanjō sur la ligne Shinkansen Jōetsu reliant Niigata à Ōmiya.

#### Période Heisei
- 1991 : prolongement de la ligne Shinkansen Jōetsu à Tokyo.
- 2004 : de grandes inondations provoquent de nombreuses coupures de courant.
- 2004 : séisme de Chūetsu.
- 2006 : Tsubame absorbe les bourgs de Bunsui et Yoshida.
- 2007 : séisme de Chūetsu-oki. Les arrondissements de Bunsui sont gravement touchés ; les routes sont fissurées.
- 2010 : le 5e héritier du nom Gyokusendô reçoit le titre de trésor vivant.

## Économie

### Industrie
- Zone industrielle renommée pour ses produits manufacturés en métaux, acier, mécanique, pièce automobile, etc.
- Région exportatrice de viande de porc

## Transports
Tsubame est desservie par les lignes Echigo et Yahiko de la JR East qui se croisent à la gare de Yoshida. La gare de Tsubame-Sanjō de la ligne Shinkansen Jōetsu est située à l'est de la ville, sur le territoire de la ville voisine de Sanjō. Pour des questions des rivalités avec cette dernière, la gare Shinkansen a été appelée Tsubame-Sanjō, alors que la sortie d'autoroute a reçu le nom de Sanjō-Tsubame.

## Jumelage
Tsubame est jumelée avec :
- Sheboygan (États-Unis) depuis 1996,
- Dundee (États-Unis) depuis 1994.

## Tourisme

### Festivités
- Avril : floraison des cerisiers sur le chemin d'Oiran
- Mai : festival d'été du sanctuaire shinto de Tsubame
- 24-25 mai : festival du Tenmangû
- Juillet : fête des hirondelles
- 20-22 juillet : festival de Bunsui
- 26-28 juillet : festival de Yoshida
- 15 septembre : festival d'automne du sanctuaire shinto de Tsubame
- Octobre : défilé d'enfants d'Echigo.

### Culture
- Musée de l'industrie de Tsubame
- Musée du fleuve Shinano

#### Monuments historiques
- Château d'eau
- Temple Koku
- Gogôan

## Personnalités célèbres
- Mieko Inoue, architecte